# Stanisław Turlej
Stanisław Andrzej Turlej (ur. 1965) – historyk, specjalista z zakresu historii bizantyńskiej, adiunkt w Instytucie Historii Uniwersytetu Jagiellońskiego. 

## Życiorys
W 2000 obronił pracę doktorską na Uniwersytecie Jagiellońskim Tzw. Kronika Monemwazji. Studium źródłoznawcze (promotor prof. Maciej Salamon). Współautor wydanej wspólnie z Jackiem Bonarkiem, Tadeuszem Czekalskim i Sławomirem Sprawskim Historii Grecji (2005), wyróżnionej nagrodą ministra nauki i szkolnictwa wyższego. 29 czerwca 2012 Rada Wydziału Historycznego UJ nadała mu stopień doktora habilitowanego na podstawie rozprawy Justyniana Prima. Niedoceniany aspekt polityki kościelnej Justyniana.

## Wybrane publikacje
- The Chronicle of Monemvasia: the migration of the Slavs and church conflicts in the Byzantine source from the beginning of the 9th century, Cracow: Towarzystwo Wydawnicze "Historia Iagellonica" 2001.
- Justyniana Prima. Niedoceniany aspekt polityki kościelnej Justyniana, Kraków: Towarzystwo Wydawnicze "Historia Iagellonica" 2012, ISBN 978-83-62261-36-9
- (współautor) Historia Grecji, Kraków: Wydawnictwo Literackie 2005.
- (współautor i redaktor) Barbarzyńcy u bram Imperium, Kraków: Towarzystwo Wydawnicze "Historia Iagellonica" 2001.